# تپه قره مصلی
تپه قره مصلی مربوط به دوره اشکانیان است و در شهرستان بجنورد، روستای نجف آباد واقع شده و این اثر در تاریخ ۲۳ فروردین ۱۳۴۶ با شمارهٔ ثبت ۷۲۱ به‌عنوان یکی از آثار ملی ایران به ثبت رسیده است.